# Latimer (Iowa)
Pour les articles homonymes, voir Latimer.
Latimer est une ville du comté de Franklin, en Iowa, aux États-Unis. Elle est incorporée le 17 avril 1901.